# Nowa Wieś (Wołomin)
Nowa Wieś – dawniej samodzielna miejscowość, od 1952 część Wołomina, w województwie mazowieckim, w powiecie wołomińskim. Leży w północnej części Wołomina; nadal zachowała charakter ulicówki. Główna ulica nazywa się Nowa Wieś.
W latach 1867–1939 w gminie Ręczaje w powiecie radzymińskim. 20 października 1933 Nowa Wieś utworzyła gromadę w granicach gminy Ręczaje, składającą się z wsi Nowa Wieś i Kurp oraz folwarku Nowa Wieś.
1 lipca 1952 włączona do Wołomina.